# Augustin Matata Ponyo
Augustin Matata Ponyo Mapon (født 5. juni 1964) er en congolesiske politiker, som siden april 2012 har været premierminister Den Demokratiske Republik Congo. Tidligere var han fra februar 2010 og frem til april 2012 finansminister; som premierminister har han også ansvaret for Congos finansministerium. Den 25. oktober 2021 vil Matata Ponyo blive prøvet i forfatningsdomstolen for underslæb af offentlige midler i Bukanga Lonzo -sagen. Den 15. november 2021 meddelte en dommer ved forfatningsdomstolen, at forfatningsdomstolen erklærede sig inhabil til at retsforfølge Augustin Matata Ponyo og de to andre tiltalte. Derfor er sagen nu afsluttet i denne jurisdiktion.